# 世茂集团
世茂集团控股有限公司（英語：Shimao Property Holdings Limited）（港交所：0813）是一家主要業務為在中國大陸的城市發展大型綜合房地產項目的公司，業務包括住宅、酒店、零售及商用物業。集團在中國正在開發的項目逾60個，分佈於近40個大、中城市。公司成立於1994年，於2006年7月5日於香港交易所主板上市。公司由許榮茂創立，

## 董事會
執行董事
- 許榮茂（主席）64.993% 受控法團權益
- 許世壇（副主席及總裁）0.098%
- 湯沸 0.034%
- 呂翼 0.014%

非執行董事
- 葉明杰

獨立非執行董事
- 簡麗娟
- 呂紅兵
- 林清錦

## 發展年表
- 2006年12月20日，世茂集团以16亿元人民币投得辽宁省沈阳市原五里河体育场地块[1]，拍卖资金被用于偿还修建沈阳奥林匹克体育中心的贷款[2]，五里河体育场于2007年2月12日被爆破拆除，沈阳世茂五里河项目同年5月在体育场旧址破土动工。
- 2013年3月17日，在上海佘山國家旅遊度假區核心舊礦場形成的深坑斥資上百億元（人民幣）興建超五星級深坑酒店。世茂「深坑酒店」是「納米魔幻城」項目的重要組成部分。據透露，「納米魔幻城」項目總佔地面積42萬平方米，總建築面積21萬平方米，由「世茂深坑酒店」、「世茂納米假日城」、「世茂納米魔法小鎮」等三部分構成。
- 2014年10月22日，世茂房地產控股有限公司及明發集團（國際）有限公司，通過銘陽有限公司名義，以18億3000萬港元（每呎樓面呎價約2,980元）投得新界大嶼山東涌第53a區的東涌市地段第38號的酒店用地。地盤面積約為12902平方米（138,876平方呎），指定作酒店用途。最低及最高的樓面面積分別為34029平方米（366,285平方呎）及56715平方米（610,475平方呎）
- 2015年9月29日，世茂房地產控股有限公司以70億2000萬港元，成功投得九龍大窩坪延坪道的新九龍內地段第6542號的用地住宅地皮，每平方呎樓面地價約11,000元。該項目已於2017年動工，由王董建築師事務有限公司設計。
- 2017年10月24日，旗下石硤尾大窩坪延坪道豪宅項目，獲屋宇署批建6幢18至19層高（在4層基座之上）的中密度住宅，另有7幢4層高層、22幢3層高（在一層低層地下之上）的低密度住宅，合共63190方呎樓面。
- 2017年11月15日，信和置業，會德豐地產，世茂房地產、嘉華國際及爪哇控股合組的財團-天基置業有限公司以172.88億元奪得長沙灣興華街西對出的新九龍內地段第6549號的住宅用地。該地盤面積約為208262平方呎，以最高可建樓面約987812平方呎計算，每呎樓面地價約17501元，成為香港住宅地王。
- 2017年12月6日，上海世茂股份旗下附屬福建世茂新里程投资发展有限公司以239.43億元(人民幣‧下同)投得深港國際中心綜合體項目，地塊位於龍崗區龍城街道深圳龍崗大運新城核心商務區，土地面積32.19萬平方米，總建築面積136.45萬平方米，限低680米。項目包括深港國際會議展覽中心、深港青年合作創業中心、深港國際演藝中心、超五星級酒店、國際學校、智慧辦公大樓、大型商業、餐飲、公寓等。
- 2020年6月17日，世茂房地产公告称，公司英文名称已由「Shimao Property Holdings Limited」更改为「Shimao Group Holdings Limited」，及其中文的双重外文名称已由「世茂房地产控股有限公司」更改为「世茂集团控股有限公司」，均自2020年5月27日起生效。
- 2023年，世茂集团爆雷，世茂滨江花园成“爆雷房”遭嫌弃。[3]
- 2024年4月8日，世茂集团发布公告称，中国建设银行（亚洲）股份有限公司于4月5日向香港特别行政区高等法院提出对公司的清盘呈请，涉及公司的财务义务金额约为15.795亿港元。[4]
- 自2024年4月12日起至5月15日，世茂股份已连续20个交易日的每日收盘价均低于1元，上交所据相关规定，对公司股票作出终止上市的决定。自5月16日开市起停牌。[5]

## 發展項目
＊世茂港珠澳口岸城